# Остроглазов, Константин Яковлевич
Константи́н Я́ковлевич Острогла́зов (26 декабря 1902  [8 января 1903], Добруш, Могилёвская губерния — июнь 1965) — советский военный, государственный и политический деятель, генерал-лейтенант.

## Биография
Родился в 1902 году на станции Добруш. Член КПСС с 1927 года.
С 1919 года — на военной службе, общественной и политической работе. В 1919—1960 гг. — участник Гражданской войны и борьбы с белобандитизмом в Белорусской ССР, боец 60-й отдельной бригады войск ВОХРа. В 1928 году окончил объединённую военную школу, в 1937 — Военно-политическую академию. На политической работе и командных должностях в Рабоче-Крестьянской Красной Армии, начальник Политического отдела 1-й Краснознамённой армии 1-го Дальневосточного фронта (6.9.1942 — 3.9.1945), участник советско-японской войны, на политической работе в Советской Армии, член Военного совета — начальник Политического управления Северо-Кавказского военного округа.
Звание генерал-майора присвоено 6.12.1942, генерал-лейтенанта — 8.8.1955.
Делегат XX съезда КПСС.
Умер в июне 1965 года; похоронен на Новодевичьем кладбище Москвы.

## Награды
- орден Ленина (21.2.1945)[2][5]
- три ордена Красного Знамени (5.11.1944[2][6]; 26.08.1945[2]; 1950[7])
- орден Красной Звезды (4.6.1944)[2]
- медали, в том числе:
  - «20 лет РККА» (февраль 1938)[2][2]
  - «За победу над Германией» (9.5.1945; вручена 5.9.1945)[8].